# Piastratura delle repliche

Illustrazione grafica che mostra il procedimento di replica plating.

La tecnica della piastratura delle repliche (in inglese replica plating) è stata sviluppata nel 1952 da Joshua e Esther Lederberg. Attraverso questa tecnica si possono ottenere un numero variabile di capsule Petri contenenti un terreno di coltura solido (di solito agar agar) su cui sono fatte crescere colonie batteriche: le colonie hanno su tutte le piastre la stessa disposizione spaziale. In questo modo si hanno tante piastre cloni, tutte identiche tra loro.

## Procedure della piastratura
Si parte da una capsula iniziale (la piastra primaria) contenente il terreno e un certo numero di colonie cellulari che devono essere studiate; sulla piastra viene appoggiato delicatamente un disco coperto da uno strato di velluto sterile, una membrana di nitrocellulosa o un filtro di carta, in modo da farvi aderire qualche cellula per ciascuna colonia. Il panno o filtro viene poi premuto su altre piastre sterili (le piastre secondarie): in questo modo le cellule si depositano sul terreno e, dopo il periodo di incubazione, genereranno colonie così come erano disposte nella piastra primaria. Questa tecnica è utilizzata soprattutto quando il numero di colonie è compreso tra le 30 e le 300 unità: con numeri maggiori, la piastratura manuale è lenta e più a rischio di errori.

## Storia
Originariamente la tecnica fu sviluppata per studiare il meccanismo con cui si originano alcune mutazioni genetiche. Sulle piastre secondarie contenenti ceppi di Escherichia coli venivano inoculati batteriofagi: come si sapeva anche prima di questo esperimento, alcune (anche se poche) colonie erano in grado di sopravvivere all'infezione virale; questo era dovuto a rare mutazioni che rendevano i ceppi resistenti al fago. Quello che l'esperimento voleva scoprire era se queste mutazioni si generavano casualmente o se la loro comparsa era in qualche modo influenzata dalla presenza dei fagi. Detto in altri termini se le mutazioni erano spontanee o se erano indotte dai fagi (o da altre modificazioni ambientali). In seguito a infezione delle diverse piastre si ottenne che le colonie sopravvissute erano sempre le stesse, cioè disposte nello stesso modo sulle piastre: questo poteva essere spiegato solo ipotizzando che una mutazione spontanea che conferisce resistenza fosse avvenuta, per effetto del caso, nelle colonie della piastra primaria e poi sia stata trasmessa in quelle secondarie. Se la mutazione fosse avvenuta dopo la piastratura questa avrebbe invece colpito colonie diverse (è statisticamente molto bassa la probabilità che le mutazioni colpiscano sempre le stesse colonie).

## Altri utilizzi
Successivamente la piastratura della replica è diventata un importante strumento in biologia molecolare per effettuare il cosiddetto screening genetico, ovvero per poter isolare in una popolazione batterica le colonie con caratteristiche fenotipiche interessanti. Si possono, per esempio piastrare le colonie in piastre secondarie con terreni selettivi: in questo modo si possono isolare i ceppi auxotrofici o ceppi resistenti. Aumentando la varietà di piastre secondarie con terreni con diversa selettività è possibile saggiare un ampio numero di colonie per tanti fenotipi quanti sono le piastre secondarie.
La piastratura è anche utile per la cosiddetta selezione negativa. Per esempio, se si vuole isolare colonie che sono sensibili all'antibiotico ampicillina si piastrano colonie in piastre secondarie Amp+ (cioè con ampicillina). Le colonie sensibili moriranno ma potranno comunque essere identificate sulla piastra primaria. Queste colonie possono quindi essere prelevate (pickate) dalla piastra primaria e analizzate separatamente.